# Raymond Lovell
Raymond Lovell (13 de abril de 1900 – 1 de octubre de 1953) fue un actor cinematográfico canadiense, cuya carrera artística desarrolló en el Reino Unido.

## Biografía
Nacido en Montreal, Quebec (Canadá), su nombre completo era Raymond Robinson Lovell. Actor especializado en la interpretación de papeles de reparto, a menudo personajes de carácter pretencioso, Lovell en un principio estudió medicina en la Universidad de Cambridge, aunque en los años 1920 dejó la medicina para dedicarse al teatro.
Lovell estuvo casado con Margot Ruddock, una actriz, cantante y poeta con la que tuvo una hija, la también actriz Simone Lovell. Esta relación se rompió cuando Ruddock empezó una aventura sentimental con W. B. Yeats en 1934, el año en que nació su hija. En 1947 él se casó con Tamara Desni, divorciándose ambos en 1951.
Raymond Lovell falleció en Londres, Inglaterra, en 1953.

## Selección de su filmografía
| - The Third Clue (1934) - Warn London (1934) - Love, Life and Laughter (1934) - Crime Unlimited (1935) - King of the Damned (1935) - The Case of Gabriel Perry (1935) - Someday (1935) - Troubled Waters (1936) - Fair Exchange (1936) - Not So Dusty (1936) - Midnight Menace (1937) - Glamorous Night (1937) - Contraband (1940) - 49th Parallel (1941) - Uncensored (1942) - Alibi (1942) - Warn That Man (1943) - The Way Ahead (1944) - Hotel Reserve (1944) | - César y Cleopatra (1945) - Night Boat to Dublin (1946) - Appointment with Crime (1946) - So Evil My Love (1948) - The Three Weird Sisters (1948) - The Calendar (1948) - My Brother's Keeper (1948) - Quartet (1948) - But Not in Vain (1948) - Once Upon a Dream (1949) - The Bad Lord Byron (1949) - Fools Rush In (1949) - Madness of the Heart (1949) - The Romantic Age (1949) - The Mudlark (1950) - Time Gentlemen, Please! (1952) - The Pickwick Papers (1952) - The Steel Key (1953) - I vinti (1953) |